# Lista över spårvagnar i Göteborg
Detta är en lista över spårvagnar i Göteborg, det vill säga de enskilda fordon som rullar eller har rullat i Göteborgs spårvägs spårnät.

## M28
Resterande vagnar av utgående modellen M28 slopades den 28 oktober 2021.
| Nummer | Namn                               | Förklaring | Bild                                                                          |
| ------ | ---------------------------------- | --- | ----------------------------------------------------------------------------- |
| 701    | Evald                              | Ett så kallat "göteborgsoriginal". En under 1970-talet välkänd profil på stadens gator. |                                                                               |
| 702    | Viran Rydqvist                     | Skådespelerska och teaterdirektör. | Spårvagn 702 på linje 5 i december 1999.                                      |
| 703    |                                    | | Spårvagn 703 på linje 7 i december 2000.                                      |
| 704    | Wilhelm o August Röhss             | Donatorer, grundare av Röhsska museet. | Spårvagn M28 704 på linje 10 ankommer hållplats Frihamnen i augusti 2015.     |
| 705    | Ester i Brunnsparken               | Legendarisk tidningsförsäljare. |                                                                               |
| 706    | Sixten Camp                        | Legendarisk direktör för Göteborgs Spårvägar. | Spårvagn M28 706 på linje 10 kör över Kungsportsbron i Göteborg.              |
| 707    |                                    | |                                                                               |
| 708    | Sven Gulin                         | Affärsman i konfektionsbranschen, lokalpolitiker. |                                                                               |
| 709    | Kerstin Svensson                   | Socialdemokratisk kommunalpolitiker. | Spårvagn M28 709 på linje 13 vid hållplats Nordstan i augusti 2019.           |
| 710    | Maja-Stina Berntsson               | Författare | Vagn M28 710 i Gårdahallen i mars 2022.                                       |
| 711    | Karl-Alfred                        | Karl-Alfred Jacobsson, fotbollsspelare. |                                                                               |
| 712    |                                    | |                                                                               |
| 713    | Kapten Bölja                       | Smeknamn på Hans Hansson, stadsfullmäktiges ordförande 1967–1976. | Vagn M28 713 vid hållplats Rymdtorget i september 1971.                       |
| 714    | Ronny Jönsson                      | Komisk rollfigur av Frank Gunnarsson för lokalradion. RJ bodde i Mölndals Bro och gestaltades av Claes Malmberg.                                                                                   |                                                                               |
| 715    | Jack                               | |                                                                               |
| 716    | Kent Andersson                     | Proletär skådespelare, författare, revyartist mm. |                                                                               |
| 717    | Ninnan Santesson                   | Konstnär | Spårvagn M28 717 på linje 11 vid Komettorget, i september 2021.               |
| 718    | Wilhelm Stenhammar                 | Musiker, komponist, dirigent mm. (Stenhammarsalen) |                                                                               |
| 719    | S A Hedlund                        | Affärsman, donator etc. (S A Hedlunds park runt Slätta Damm på Hisingen). Vagnen skrotad 2009 efter krock med M32 409 vid vändslingan i Tynnered. M31 305 övertog namnet.                          | Spårvagn M28 719 i Biskopsgården i september 1971.                            |
| 720    | Helge Härneman                     | Sportreporter |                                                                               |
| 721    | Edwin Ahlqvist                     | Redaktör, tidningsutgivare, boxningspromotor och boxningsmanager för bl.a. Ingemar Johansson "Ingo" (vagn 766).                                                                                    |                                                                               |
| 722    | Evert Taube                        | Nationalskald, visdiktare, sångare m.m. |                                                                               |
| 723    | Lars Gathenhielm                   | (Lasse i Gatan) "Sjörövare", Kapten med Svea rikes rätt att kapa andra fartyg. (Gathenhielmska huset, Stigbergstorget).                                                                            | Spårvagn M28 723 på linje 7 vid Drottningtorget i maj 1971.                   |
| 724    | Lars Hjörne                        | Chefredaktör för Göteborgs-Posten, son till Harry Hjörne. |                                                                               |
| 725    | Karl Gerhard                       | Revyartist, författare, sångare m.m. Vagnen skrotad 2008 efter brand i linjekontaktorn som inträffade på Angeredsbanan. M31 307 övertog namnet                                                     |                                                                               |
| 726    |                                    | |                                                                               |
| 727    | Bengt A Öhnander                   | Göteborgshistoriker |                                                                               |
| 728    | Anders Bernmar                     | Ledare inom svensk fotboll (IFK Göteborg) och ishockey. | Spårvagn 728 vid Korsvägen                                                    |
| 729    | Karin Boye                         | Författare | Spårvagn M28 729 på Västergatan i Annedal i mars 2014.                        |
| 730    | Totta Näslund                      | Musiker | Spårvagn 730 vid Korsvägen                                                    |
| 731    |                                    | |                                                                               |
| 732    |                                    | |                                                                               |
| 734    |                                    | |                                                                               |
| 735    | Lasse Dahlqvist                    | Sångare, visskrivare m.m. ("Det är dans på Brännö brygga"). | Spårvagn 735 vid Drottningtorget i september 1971.                            |
| 736    | Poseidon                           | Nudist, havsgud, Carl Millesstaty stående på Götaplatsen. Vagnen skrotad 2008 efter brand i linjekontaktorn som inträffade på Angeredsbanan. M31 310 övertog namnet.                               |                                                                               |
| 737    |                                    | |                                                                               |
| 738    | Sven Wollter                       | Skådespelare | Spårvagn 738 vid Drottningtorget i juli 2007.                                 |
| 739    | Malte Johansson                    | Fotbollsspelare | Spårvagn 739 på Botaniska trädgårdens spårvagnshållplats i september 2012.    |
| 740    |                                    | |                                                                               |
| 741    | Brita Borg                         | Sångerska, revyartist etc. | Spårvagn M28 741 vid Drottningtorget i maj 1971.                              |
| 742    | Per-Olof Ahl                       | Grundare av konfektionsaffärskedjan KappAhl | Spårvagn M28 742 i augusti 2019.                                              |
| 743    | Bengt Lidner                       | Poet | Spårvagn 743 på Järntorget i december 2017.                                   |
| 744    |                                    | | Spårvagn M28 744 vid Munkebäckstorget i februari 1975.                        |
| 745    |                                    | |                                                                               |
| 746    | Sven Schånberg                     | Författare | Spårvagn M28 746 vid Drottningtorget i maj 1971.                              |
| 747    | Karin Kavli                        | Skådespelerska och teaterchef |                                                                               |
| 748    |                                    | |                                                                               |
| 749    | Ebbe Hagard                        | Göteborgskännare, kyrkoherde, humorist | Spårvagn M28 749 i november 2013.                                             |
| 750    | Eric Lemming                       | Vann tre OS-guld i spjut (Lemmingvallen i Utby). Vagnen skrotad 2005 efter en större urspårning.                                                                                                   |                                                                               |
| 751    | Ludde Gentzel                      | Skådespelare |                                                                               |
| 752    | Sofia Källgren                     | Sopransångerska | Spårvagn M28 752 på Göta älvbron i september 1971.                            |
| 753    | Ester Mosesson                     | (Mosessons Gymnasium) |                                                                               |
| 754    | Sven Rydell                        | Fotbollsspelare, gjorde 49 mål på 43 landskamper. ÖIS:are | Spårvagn M28 754 i maj 1971.                                                  |
| 755    | Ingvar Oldsberg                    | Programledare i TV |                                                                               |
| 756    | Sven Wingqvist                     | Uppfann det "sfäriska" kullagret, grundare av SKF, (Wingqvist gymnasium) | Spårvagn 756 på Stampgatan                                                    |
| 757    | Aron Jonason                       | Fotograf och "storvitsir", grundare av Göteborgshumorn (Blixtar den ene så Oscar II). | Spårvagn M28 757 utanför Gårdahallen i februari 2022.                         |
| 758    | Torgny Segerstedt                  | Redaktör för Göteborgs Handels- och Sjöfartstidning från 1917 till sin död 1945, känd för sitt tidiga och konsekventa ställningstagande mot nazismen, far till Ingrid Segerstedt-Wiberg (vagn 837) |                                                                               |
| 759    |                                    | | Spårvagn M28 759 i Kortedala i februari 1975.                                 |
| 760    | Dan Broström                       | Skeppsredare, Broströmskoncernen, gift med Anna Ida Broström (vagn 321) |                                                                               |
| 761    | Göran Johansson                    | Socialdemokratiskt kommunalråd. |                                                                               |
| 762    | Märta Ternstedt                    | Skådespelerska och operasångerska. |                                                                               |
| 763    | Axel Engdahl                       | Skådespelare, revyförfattare och teaterchef | Spårvagn M28 745 på Östra Hamngatan i augusti 2019.                           |
| 764    |                                    | | Spårvagn M28 764 på Stampgatan i maj 1971.                                    |
| 765    |                                    | | Spårvagn M28 765 på Drottningtorget i maj 1971.                               |
| 766    | Ingemar Johansson                  | "Ingo", Boxare, hade en tid världsmästerskapstiteln i tungvikt. | Spårvagn M28 766 i april 2015.                                                |
| 767    | Lars-Åke Skager                    | Kommunalråd (M) | Spårvagn M28 767 vid hållplats Marklandsgatan i april 2008.                   |
| 768    | Gunnar Gren (1992-2023)            | Fotbollsspelare, tränare, författare etc. | Spårvagn M28 768 på skolgården utanför Göteborgs högre samskola i april 2024. |
| 768    | Harald Johan Hägglund (sedan 2023) | Designade spårvagnsmodellen M28. Vagnen placerades permanent på Samskolans skolgård 2003, och vagnen fick då namnet Harald Johan Hägglund.                                                         | Spårvagn M28 768 på skolgården utanför Göteborgs högre samskola i april 2024. |
| 769    | Bebben                             | Bertil "Bebben" Johansson, fotbollsspelare. Vagnen skrotad 2005 efter krock med skenrensningsbil i Bö. M31 318 övertog namnet.                                                                     |                                                                               |
| 770    | David Carnegie                     | Inflytelserik affärsman, grundare av Carnegies porterbruk vid Klippan | Spårvagn M28 770 renoveras i Gårdahallen, april 2024.                         |

Källa:
”Göteborgs Spårvägar litt M28 nr 701-770”. Svenska Spårvägssällskapet. https://www.sparvagssallskapet.se/vagnhallen/typ.php?typ_id=145. Läst 24 juni 2015.

## M29
(Det har hänt att namnen flyttats mellan olika vagnar, några namn har varit försvunna en tid för att återkomma på annan vagn)
Många M29:or har namngivits efter kända Göteborgsprofiler:
| Nummer | Namn                     | Förklaring | Bild                                                                       |
| ------ | ------------------------ | --- | -------------------------------------------------------------------------- |
| 801    |                          | |                                                                            |
| 802    |                          | | Spårvagn M29 802 på Linnéplatsen i september 2021.                         |
| 803    |                          | | Spårvagn M29 803 avgår från Drottningtorget i augusti 2019.                |
| 804    | Tidigare Tarzan & Jane   | Bar namnet Tarzan & Jane under ett år då den var dekorerad med djungelmotiv framröstat av barn i samband med valet hösten 2006. Ett annat smeknamn på vagnen var "Djungelvagnen". Hösten 2007 återfick den sin originalfärg och blev samtidigt åter namnlös. | Spårvagn 804 och M28 nummer 723 på linje 2 på Södra Hamngatan i Göteborg   |
| 805    | Sven-Eric Johanson       | Tonsättare | Spårvagn 805 på Stampgatan                                                 |
| 806    | Albert och Herbert       | Svensk TV-serie om en gammal skrothandlare och hans son, se Cederhök (vagn 359) och Brömssen (vagn 370) | Spårvagn 806 lämnar Brunnsparken i maj 2019.                               |
| 807    | Hulda Sköldberg          | Fiskhandlare | Spårvagn 807 på hållplatsen Dr Sydows gata                                 |
| 808    | Leif "Loket" Olsson      | I begynnelsen handbollsspelare och handbollsdomare, sportreporter sportskribent, mest känd som programledare i Bingolotto. Han var den första att bli utnämnd till årets göteborgare.                                                                        | Spårvagn 808 på Linnéplatsen i augusti 2019.                               |
| 809    | Gunnar Bergdahl          | Kulturjournalist, chef för Göteborg Film Festival 1994-2002. | Spårvagn 809 på Drottnigntorget i september 1971.                          |
| 810    | Ulla Skoog               | Skådespelerska | Spårvagn 810 utanför Vagnhallen Rantorget i juli 2018.                     |
| 811    | Bengt Hubendick          | Professor och före detta chef för Göteborgs Naturhistoriska museum | Spårvagn 811 på Östra Hamngatan i augusti 2019.                            |
| 812    |                          | | Spårvagn 812 på Drottningtorget i juli 2013.                               |
| 813    | Sven-Eric Dahlberg       | Pianist, ackompanjatör, kompositör och kapellmästare | Spårvagn 813 vid hållplats Nordstan i augusti 2019.                        |
| 814    | Hans Josefsson           | Operasångare |                                                                            |
| 815    |                          | |                                                                            |
| 816    |                          | |                                                                            |
| 817    |                          | |                                                                            |
| 818    | Pelle Petterson          | Designer, seglare. Far till Volvo P1800, Maxi och vissa Nimbus-båtar. | Spårvagn 818 vid Drottningtorget                                           |
| 819    |                          | | Spårvagn 819 efter krock med M31 nummer 313, i Brunnsparken                |
| 820    | Åke Norling              | Landshövding |                                                                            |
| 821    | Nils Dahlbeck            | Intendent i Svenska Naturskyddsföreningen, radiochef i Göteborg, medverkade i barnprogrammet Humle & Dumle |                                                                            |
| 823    |                          | |                                                                            |
| 824    | Ulrika Knape             | Simhoppare, guld i OS München 1972 |                                                                            |
| 825    | Victor Hasselblad        | Fotograf, grundare av den anrika kamerafabriken Hasselblad |                                                                            |
| 826    | August Kobb              | Grosshandlare och kommunpolitiker ("Tekungen") |                                                                            |
| 827    | Git Gay                  | Primadonna | Spårvagn 827 vid Vasaplatsen                                               |
| 828    | Lena Brogren             | Skådespelerska |                                                                            |
| 829    | Emil & Emilia            | Benämning på chalmerister, studenter vid Chalmers tekniska högskola | Spårvagn 829 vid Korsvägen                                                 |
| 830    | Jan Johansson            | Jazzmusiker, pianist |                                                                            |
| 831    | Arne Thorén              | Journalist och diplomat |                                                                            |
| 832    | Albert och Herbert       | Svensk TV-serie om en gammal skrothandlare och hans son, se Cederhök (vagn 359) och Brömssen (vagn 370) |                                                                            |
| 833    | Stefan Ljungqvist        | Skådespelare och operasångare | Spårvagn 833 ihopkopplad med M28 nummer 704                                |
| 834    |                          | |                                                                            |
| 835    |                          | |                                                                            |
| 836    | Fiolmannen               | Gatu- och gårdsmusikanten John Eriksson var ett "göteborgsoriginal". Han sågs så sent som i början av 1970-talet komma småspringande med sin fiollåda mellan spårvagnarna på Kungsportsplatsen                                                               | Spårvagn 836 på Komettorgets spårvagnshållplats                            |
| 837    | Ingrid Segerstedt-Wiberg | Kulturskribent mm, dotter till Torgny Segerstedt (vagn 758) |                                                                            |
| 838    |                          | | Spårvagn 838 på Stampgatan                                                 |
| 839    |                          | |                                                                            |
| 840    |                          | |                                                                            |
| 841    |                          | |                                                                            |
| 842    | Barbro Hörberg           | Skådespelerska och sångerska | Spårvagn 842 vid Kungsladugårdsgatan i stadsdelen Kungsladugård i Göteborg |
| 843    |                          | |                                                                            |
| 844    | Syster Olga              | Legendarisk sjuksköterska på Sahlgrenska | Spårvagn 845 i Vagnhallen Majorna                                          |
| 845    | Hans Peterson            | Författare | Spårvagn 845 i Vagnhallen Majorna                                          |
| 846    | Audiovisuell frammarsch  | |                                                                            |
| 847    |                          | |                                                                            |
| 848    | Kal                      | (Egentligen "Karl") Göteborgs arketyp, fiktiv person i Göteborgshumorn. |                                                                            |
| 849    | Kalle Glader             | Kommunalarbetare i Göteborg. Original, stor, fryndig och stark. | Vagn 849 på Botaniska trädgårdens spårvagnshållplats                       |
| 850    |                          | | Spårvagn 850 i Vagnhallen Majorna                                          |
| 851    | Neeme Järvi              | Ledare för Göteborgs Symfoniker, kompositör, dirigent etc. | Spårvagn 851 på Frölunda torgs spårvagnshållplats                          |
| 852    | William Chalmers         | Donator, grundare av Chalmers slöjdskola, vilken senare blev Chalmers tekniska högskola |                                                                            |
| 853    | Torbjörn Nilsson         | Fotbollsspelare i IFK Göteborg |                                                                            |
| 854    | Isaac Béen               | Hovpredikant, präst |                                                                            |
| 855    | Jens Mattiasson          | Göteborgs spårvägars kulturpris 1996 |                                                                            |
| 856    | Agne Simonsson           | Fotbollsspelare ÖIS | Spårvagn 856 på Kungsportsavenyen 1999                                     |
| 857    |                          | |                                                                            |
| 858    |                          | |                                                                            |
| 859    | Smilet                   | Amerikansk alligator som levde i fångenskap på Sjöfartsmuseet Akvariet i Göteborg under perioden 1923-1987 |                                                                            |
| 860    | Hubert Lärn              | Journalist och tecknare i Handelstidningen, senare i Göteborgs-Posten, far till Viveca Lärn (vagn 342) |                                                                            |

Källa: 
”Göteborgs Spårvägar litt M29 nr 801-860”. Svenska spårvägssällskapet. https://www.sparvagssallskapet.se/vagnhallen/typ.php?typ_id=146. Läst 24 juni 2015.

## M31
| Nummer | Namn                   | Förklaring | Bild                                                   |
| ------ | ---------------------- | --- | ------------------------------------------------------ |
| 300    | Assar Gabrielsson      | Volvos grundare |                                                        |
| 301    | Beda Hallberg          | Grundare av Majblommans riksförbund |                                                        |
| 302    | Svarte Filip Johansson | Fotbollsspelare |                                                        |
| 303    | Fölet                  | Fotbollsspelare |                                                        |
| 304    | Laila Westersund       | Skådespelare |                                                        |
| 305    | S A Hedlund            | Affärsman, donator. Vagn 719 bar detta namn innan den skrotades 2009 efter en krock. |                                                        |
| 307    | Karl Gerhard           | Revyartist, författare, sångare mm. Vagn 725 bar detta namn innan den skrotades 2008 efter en brand. |                                                        |
| 308    | Bengt Anderberg        | Författare och översättare. |                                                        |
| 309    | J. Sigfrid Edström     | Chef för spårvägen, IOK-ordförande | Vagn 309 utanför Vagnhallen Majorna                    |
| 310    | Poseidon               | Havsgud, Carl Millesstaty stående på Götaplatsen. Vagn 736 bar detta namn innan den skrotades 2008 efter en brand. |                                                        |
| 311    | Ossborn                | Göteborgs arketyp, fiktiv person i Göteborgshumorn | Vagn 311 en natt på Drottningtorget                    |
| 312    | Britt-Marie Mattsson   | Journalist på GP |                                                        |
| 313    | Ronnie Hartley         | Underhållare på Liseberg |                                                        |
| 314    | Sonya Hedenbratt       | Sångerska |                                                        |
| 315    | Sören Eriksson         | |                                                        |
| 316    | Eric Lemming           | Vagn 750 bar detta namn innan den skrotades 2005 efter en större urspårning. |                                                        |
| 317    | H E von Norrman        | Major och kommendant på Nya Älvsborgs fästning. |                                                        |
| 318    | Bebben                 | Bertil "Bebben" Johansson, fotbollsspelare i IFK Göteborg | Vagn 318 på väg mot Korsvägen, sedd från Universeum    |
| 319    | Ferdinand Lundquist    | Grundare och ägare av anrikt varuhus på Östra Hamngatan, nuvarande NK. | Vagn 319 i Marklandsgatans vändslinga                  |
| 320    | Hagge Geigert          | Författare, journalist och teaterdirektör. |                                                        |
| 321    | Anna Ida Broström      | Gift med Dan Broström (vagn 760) |                                                        |
| 322    | Beda                   | Göteborgs arketyp, fiktiv person i Göteborgshumorn. |                                                        |
| 323    | Ulrika Knape           | Svensk simhoppare och simhoppstränare. |                                                        |
| 324    | Nicklas Sahlgren       | Mecenat |                                                        |
| 325    | Farbror Becq           | Pseudonym för Bror Cederquist, skrev ofta i "Världens gång", en avdelning i Göteborgs-Posten |                                                        |
| 326    | Gunilla Gårdfeldt      | Skådespelerska och sångerska |                                                        |
| 327    | Sophus Petersen        | Kock, restaurangägare |                                                        |
| 328    | Viktor Rydberg         | Författare och publicist. |                                                        |
| 329    | Kurt Olsson            | Fiktiv figur, spelad av Lasse Brandeby |                                                        |
| 330    | Victor von Gegerfelt   | Stadsarkitekt i Göteborg 1872-1896. (vagn 733) | Vagn 330 vid Kungssten                                 |
| 331    | Uno "Myggan" Ericson   | Journalist, författare och nöjeshistoriker. |                                                        |
| 332    | Johanna                | Efter statyn "Johanna i Brunnsparken", som egentligen heter Såningskvinnan |                                                        |
| 333    |                        | |                                                        |
| 334    | Harry Hjörne           | Chefredaktör för Göteborgs-Posten, far till Lars Hjörne (vagn 724). |                                                        |
| 335    |                        | | Vagn 335 vid Angered centrum                           |
| 336    |                        | |                                                        |
| 337    |                        | | Vagn 337 på Botaniska trädgårdens spårvagnshållplats   |
| 338    |                        | |                                                        |
| 339    |                        | |                                                        |
| 340    | Lovisa Simson          | Teaterdirektör |                                                        |
| 341    | Dalida Dahlqvist       | Lärare, ledare för Dalida Dahlqvists skola, kallad "Dadda" | Spårvagn 341 på Stampgatan                             |
| 342    | Viveca Lärn            | Författare, dotter till Hubert Lärn (vagn 860) |                                                        |
| 343    |                        | |                                                        |
| 344    | Stefan Ljungqvist      | Operasångare och skådespelare. |                                                        |
| 345    | Andesson & Läling      | Göteborgs arketyper, fiktiva personer i Göteborgshumorn). Skapade av Sture Hegerfors har en egen ruta i Göteborgs-Postens första del, där de presenterar underfundigheter. |                                                        |
| 346    |                        | |                                                        |
| 347    | Torsten Henrikson      | Kommunpolitiker i Göteborg | Vagn 347 på Frölunda torg                              |
| 348    |                        | | Spårvagn 348 på Korsvägen                              |
| 349    |                        | |                                                        |
| 350    |                        | |                                                        |
| 351    |                        | |                                                        |
| 352    | Sture Allén            | Språkforskare, professor och ledamot av Svenska Akademien. |                                                        |
| 353    |                        | |                                                        |
| 354    | Ingemar Håvik          | |                                                        |
| 355    |                        | |                                                        |
| 356    | Isaac Béen             | Kyrkoherde, grundade Göteborgs stadsmission |                                                        |
| 357    | Endre Nemes            | Konstnär, lärare vid Valands konstskola |                                                        |
| 358    | Sun Axelsson           | Författare och översättare. |                                                        |
| 359    | Sten-Åke Cederhök      | Skådespelare (se även Albert & Herbert vagn 806) |                                                        |
| 360    | Pompelina              | Ingen vet i dagsläget vem denna Pompelina var, inte ens dagens namnberedningsgrupp. Enligt källor på GS kan det möjligen syfta på Göteborgs alla kokerskor. Det har även framförts teser att det kan syfta på en tik tillhörande Karl XII. Denna konung hade tre olika hanhundar med namnet Pompe, men någon tik har aldrig nämnts i dessa sammanhang. Äldre göteborgare berättar ibland om "Lina vid pumpen" dialektalt; "Lina ve pompen", en så kallad "pumpmadam" som under 1600- och 1700-talen skötte stadens pumpar. Detta kan möjligen vara förklaringen till namnet "Pompelina". Såväl Spårvägssällskapets Ringliniens historiker och redaktörer för dess tidskrift samt Göteborgs Posten har engagerat sig i frågan utan att finna något svar. En spekulation huruvida någon tekniker i vagnhallen på eget bevåg namngett vagnen ligger nu till grund för vidare utredningar. Sådana tilltag eller practical jokes har förekommit tidigare. | M31 nummer 360, Pompelina, på linje 2 vid Linnéplatsen |
| 361    |                        | |                                                        |
| 362    |                        | | Vagn 362 ankommer Marklandsgatan                       |
| 363    |                        | | Vagn 363 en natt vid Ullevi Norra                      |
| 364    |                        | | Vagn 364 på Botaniska trädgårdens spårvagnshållplats   |
| 365    |                        | |                                                        |
| 366    |                        | |                                                        |
| 367    | Ernst Fontell          | Polischef |                                                        |
| 368    | Åke Abrahamson         | |                                                        |
| 369    | Alexander Keiller      | Industri- och affärsman, grundare av Göteborgs mekaniska verkstad. |                                                        |
| 370    | Tomas von Brömssen     | Skådespelare (se även Albert & Herbert, vagn 806) |                                                        |
| 371    |                        | |                                                        |
| 372    | Per Nyström            | Landshövding, historiker |                                                        |
| 373    |                        | |                                                        |
| 374    | Albert Ehrensvärd      | Ämbetsman, politiker och landshövding. |                                                        |
| 375    | Dickson-familjen       | | Spårvagn 375 på Frölunda torg                          |
| 376    | Ada                    | Göteborgs arketyp, fiktiv person i Göteborgshumorn. |                                                        |
| 377    | Jenny Lind             | Operasångerska |                                                        |
| 378    |                        | |                                                        |
| 379    | Göteborgskoloristerna  | En grupp konstnärer |                                                        |
| 380    | Elfrida Andree         | Tonsättare, dirigent, domkyrkoorganist och telegrafist. |                                                        |

Källa:
”Göteborgs Spårvägar litt M31 nr 300-305, 307-380”. Svenska spårvägssällskapet. https://www.sparvagssallskapet.se/vagnhallen/typ.php?typ_id=148. Läst 24 juni 2015.

## M32
| Nummer | Namn                          | Förklaring | Bild                                             |
| ------ | ----------------------------- | --- | ------------------------------------------------ |
| 401    |                               | |                                                  |
| 402    | Lena B. Nilsson               | Göteborgs Spårvägars kulturpris 2018 |                                                  |
| 403    | Göteborgs Symfoniker          | |                                                  |
| 404    | Jens Mattiasson               | Göteborgs Spårvägars kulturpris 1996 |                                                  |
| 405    | Gunnar Bergdahl               | Göteborgs Spårvägars kulturpris 1997 |                                                  |
| 406    | Claes Hylinger                | Göteborgs Spårvägars kulturpris 1998 |                                                  |
| 407    | Lena Brogren                  | Göteborgs Spårvägars kulturpris 1999 |                                                  |
| 408    | Sven-Eric Dahlberg            | Göteborgs Spårvägars kulturpris 2000 |                                                  |
| 409    | Pål Svensson                  | Skulptör |                                                  |
| 410    | Eva Bergman                   | Regissör |                                                  |
| 411    | Håkan Hellström               | Sångare, Årets göteborgare 2001, Göteborgs Spårvägars kulturpris 2003                                                                                    |                                                  |
| 412    | Maria Lundqvist               | Göteborgs Spårvägars kulturpris 2004 |                                                  |
| 413    | Jasenko Selimovic             | Göteborgs Spårvägars kulturpris 2005 |                                                  |
| 414    | Carl-Einar Häckner            | Trollkarl, Göteborgs Spårvägars kulturpris 2006 |                                                  |
| 415    | Galenskaparna och After Shave | En humor- och sånggrupp bestående av: Claes Eriksson, Anders Eriksson, Jan Rippe, Kerstin Granlund, Knut Agnred, Per Fritzell och tidigare Peter Rangmar |                                                  |
| 416    | Carin Mannheimer              | Manusförfattare |                                                  |
| 417    | Leif Mannerström              | Krögare |                                                  |
| 418    | Freddie Wadling               | Göteborgs Spårvägars kulturpris 2009 |                                                  |
| 419    | Herman Fogelin                | Keramikkonstnär |                                                  |
| 420    | Harry Persson                 | Pianist |                                                  |
| 421    | Gerd Hegnell                  | Skådespelare |                                                  |
| 422    | The Spotnicks                 | |                                                  |
| 423    | Anna Mannheimer               | Komiker, programledare och poddare |                                                  |
| 424    |                               | |                                                  |
| 425    | Per Andersson                 | Göteborgs Spårvägars kulturpris 2017 |                                                  |
| 426    |                               | |                                                  |
| 427    | Weiron Holmberg               | Skådespelare | Spårvagn 427 på Positivgatans spårvagnshållplats |
| 428    |                               | |                                                  |
| 429    |                               | |                                                  |
| 430    |                               | |                                                  |
| 431    | Miriam Bryant                 | Sångerska och låtskrivare. |                                                  |
| 432    |                               | |                                                  |
| 433    |                               | |                                                  |
| 434    |                               | |                                                  |
| 435    |                               | |                                                  |
| 436    |                               | |                                                  |
| 437    |                               | | Spårvagn 437 på Positivgatans spårvagnshållplats |
| 438    |                               | |                                                  |
| 439    |                               | |                                                  |
| 440    | Marianne Mörck                | Skådespelerska, sångerska och regissör. |                                                  |
| 441    |                               | |                                                  |
| 442    |                               | |                                                  |
| 443    |                               | |                                                  |
| 444    |                               | |                                                  |
| 445    |                               | |                                                  |
| 446    |                               | |                                                  |
| 447    |                               | |                                                  |
| 448    |                               | |                                                  |
| 449    |                               | |                                                  |
| 450    |                               | |                                                  |
| 451    |                               | |                                                  |
| 452    |                               | |                                                  |
| 453    |                               | |                                                  |
| 454    |                               | |                                                  |
| 455    |                               | |                                                  |
| 456    |                               | |                                                  |
| 457    |                               | |                                                  |
| 458    |                               | |                                                  |
| 459    |                               | |                                                  |
| 460    |                               | |                                                  |
| 461    |                               | |                                                  |
| 462    |                               | |                                                  |
| 463    |                               | |                                                  |
| 464    |                               | |                                                  |
| 465    |                               | |                                                  |
|        |                               | |                                                  |

Källa:
”Göteborgs Spårvägar litt M32 nr 401-465”. Svenska spårvägssällskapet. https://www.sparvagssallskapet.se/vagnhallen/typ.php?typ_id=503. Läst 24 juni 2015.